# ストライプドパンレイ
ストライプドパンレイ Zanobatus schoenleiniiは、ノコギリエイ目に属するエイの一種。2016年にZanobatus maculatusが記載されるまでは、Zanobatus属に属する唯一の種だった。
東大西洋熱帯域の、モロッコからギニア湾を経てアンゴラまでの海域に分布する。主に水深15メートル以浅の砂底に生息するが、水深60-100メートルでの観察例もある。
成体の全長は通常40-50センチメートル、最大で60センチメートルに達する。最大で1メートルに達するとする資料もある。背面は褐色で、斑点と縞からなる明瞭な暗い模様がある。近縁な Zanobatus maculatusは、分布域が限られること (コートジボワールからガボン) 、より小さいこと (36センチメートル以下) 、縞模様が少ないこと、背面がよりざらざらしていることで本種と区別できる
生態はあまり知られていない。IUCNは保全状況を危急種と評価している。底生の無脊椎動物を捕食する。卵胎生で、およそ19センチメートルほどの仔魚を1-4匹産む。